# Jean Bégrand
Jean Bégrand (ou Jean Beegrandt) né le 23 février 1623 à Ypres (Belgique) et décédé le 28 février 1694 à Loyola (Espagne), était un frère jésuite des Pays-Bas méridionaux, architecte et bâtisseur de plusieurs églises baroques dans les Pays-Bas.

## Biographie
Maçon de métier, Jean Bégrand entre en 1653 comme religieux frère au noviciat de Malines de la Compagnie de Jésus (Pays-Bas méridionaux). Sa formation terminée il est bientôt mis a contribution. Jean Bégrand sauve et achève l’église Saint-Michel de Louvain (1661-1667) et la chapelle du collège en Isle de Liège commencée par Willem Van Hees (Hésius) (1691-1693). Toutes deux menaçaient ruine.
Il est également le bâtisseur d’une série d’édifices religieux selon les plans de Hésius ou Cornely qu’il modifie parfois: les églises ou chapelles des résidences et collèges jésuites de Aire-sur-la-Lys (1668), Cassel (1688) et Cambrai (achevée en 1694).
Jean Begrand est envoyé à Loyola (Espagne) en 1689 pour y superviser la construction de l’église sanctuaire de Saint-Ignace-de-Loyola, suivant les plans de Carlo Fontana. Il meurt à Loyola en 28 février 1694.

## Appréciation
Jean Begrand est considéré comme « un des meilleurs architectes de la province gallo-belge [des Jésuites], le meilleur peut-être de la génération qui suivit celle du frère Jean Du Blocq »